# Karlino
Karlino là một thị trấn thuộc huyện Białogardzki, tỉnh Zachodniopomorskie ở tây-bắc Ba Lan. Thị trấn có diện tích 9 km². Đến ngày 1 tháng 1 năm 2011, dân số của thị trấn là 5816 người và mật độ 619 người/km².